# حملة جاوة في عامي 1806-1807

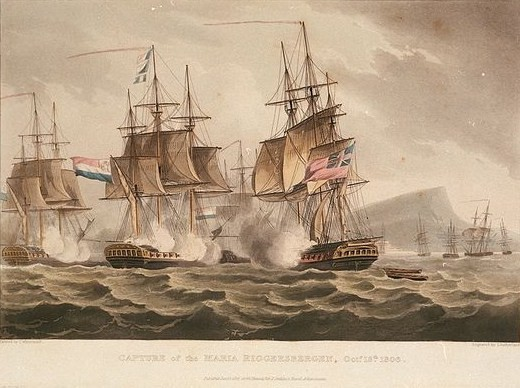
"لوحة تصور الاستيلاء على الفرقاطة الهولندية ماريا ريجيرسبيرجين"

كانت حملة جاوة في عامي 1806-1807 حملة ثانوية خلال الحروب النابليونية شنتها قوات البحرية الملكية البريطانية ضد كتيبة بحرية تابعة للمملكة الهولندية التي كانت دولة تابعة للإمبراطورية الفرنسية تقع في جزيرة جاوة في الهند الشرقية الهولندية. مع سعيها للقضاء على أي تهديد لقوافل التجارة البريطانية الثمينة التي تمر عبر مضيق ملقا، قرر العميد البحري السير إدوارد بيليو في مطلع العام 1806 أنه ينبغي هزيمة القوات البحرية الهولندية المتمركزة في جاوة، التي كان بينها العديد من السفن الخطية وثلاث فرقاطات، لضمان الهيمنة البريطانية في الإقليم. نظرًا إلى افتقاره إلى قوات لشن غزو ضد المستعمرة الهولندية، سعى بيليو عوضًا عن ذلك إلى عزل الكتيبة الهولندية المتمركزة وحصارها بحرًا عند باتافيا تحضيرًا لغزوات تستهدف بشكل خاص السفن الهولندية عبر قوته الرئيسية.
على الرغم من أن خططه قد أُرجئت بسبب النقص في الموارد وتمرد فيلور في الهند، أرسل بيليو فرقاطة إتش إم إس غرايهاوند إلى بحر جاوة في شهر يوليو من عام 1806. اعترضت غرايهاوند قافلة هولندية وهزمتها على ساحل سولاويسي في 25 يوليو وبعد ثلاثة أشهر تمكنت الفرقاطة إتش إم إس كارولين من أسر الفرقاطة الهولندية ماريا ريغرسبيرغن عند مدخل ميناء باتافيا. بعد هذه النجاحات، تمكن بيليو من إحضار قوته الرئيسية لتدعيم الجزيرة وفي شهر نوفمبر من عام 1806 شن غزوًا واسعًا ضد باتافيا ليدمر الفرقاطة المتبقية وعدد من سفن الحرب الصغيرة من الكتيبة الهولندية. هربت السفن الخطية الهولندية إلى ميناء منطقة وصاية غريسيك عند سورابايا قبل شن بيليو لهجومه، وعلى الرغم من قدمها وحالتها السيئة أُرغم بيليو على أن يقود عملية ثانية إلى جاوة في شهر أكتوبر من عام 1807 ليستولي على الميناء ويدمر آخر القوات البحرية الهولندية في الشرق.
منح هذا النصر بريطانيا هيمنة على منافسيها الأوروبيين في غرب المحيط الهادئ وشرق المحيط الهندي وأتاح للتجارة البريطانية ممرًا مجانيًا عبر الإقليم وأتاح للقوات البريطانية التركيز على الخطر الوحيد المتبقي لقوافلها التجارية في المحيط الهندي: جزيرتي ريونيون ودو فرانس (جزر موريشوس اليوم) الفرنسيتين.

## الخلفية
في مطلع العام 1806، وقع نزاع خلال الحروب النابليونية حول السيطرة على المحيط الهندي. كانت الإمبراطورية الفرنسية ودولتها التابعة المملكة الهولندية تمتلكان قواعد بحرية ضخمة في الإقليم يمكن لسفنها الحربية أن تنطلق منها في عمليات ضد المصالح البريطانية. سيطرت جزيرتا ريونيون ودو فرانس الفرنسيتين على وسط المحيط الهندي، إذ أتاح موقعا الجزيرتين للمهاجمين أن يبحروا في طرق التجارة البريطانية ويهاجموا القوافل المعزولة، في حين سيطرت الكتائب البحرية للمستعمرات الهولندية في رأس الرجاء الصالح والهند الشرقية الهولندية على نقاط الدخول إلى المحيط من الشرق والغرب. تمكن البريطانيون، الذين منحتهم قواعدهم في الهند سيطرة على شمال المحيط الهادئ، من الحصول على إمدادات وتعزيزات من أوروبا بسهولة أكبر من أعدائهم، إذ كانت البحرية الملكية البريطانية مهيمنة بشكل مسبق في المياه الأوروبية، إلا أن القوات البريطانية في الإقليم كانت ما تزال غير كافية لتترك أثرًا كبيرًا على الأراضي الفرنسية والهولندية. كانت السيطرة على المحيط الهندي أمرًا محوريًا لجهود الحرب البريطانية، إذ كان الاقتصاد البريطاني يستند بصورة كبيرة على التجارة مع حصص شركة الهند الشرقية في الهند وموانئ أخرى في الشرق، ولا سيما في الهند.
مع اندلاع الحروب النابليونية في عام 1803، كان الأسطول الفرنسي بقيادة العميد البحري تشارلز ليونيز يقوم مسبقًا بعمليات في المحيط الهندي ضد التجارة البريطانية، التي كان موقعها في البداية في جزيرة دو فرانس. كان الهدف الرئيسي لليونيس الأسطول الصيني الذي كان قافلة سنوية ضخمة من السفن التجارية و«سفن بلاد» أصغر كانت تبحر من غوانزو مع بداية السنة وتعبر المحيط الهندي إلى رأس الرجاء الصالح ثم تتجه شمالًا نحو أوروبا. في عام 1804، كانت قيمة هذه القافلة تساوي أكثر من 8 مليون جنيه إسترليني وكانت تضم 29 سفينة كانت غير محمية بالكامل- بسبب الأخبار المفاجئة باندلاع الحرب- من قبل البحرية الملكية خلال المرحلة الأولى من رحلتها عبر بحر الصين الجنوبي. على الرغم من عدم إدراك ليونيس لضعف دفاعات القافلة، فقد كان يعلم أهميتها وقيمتها وصمم على التصدي لها مستخدمًا باتافيا على جزيرة جاوة كقاعدة رئيسية له. في نهاية المطاف فشل ليونيس في هزيمة القافلة وانسحب بعد بعض مناوشات أولية في معركة بولو أورا، إلا أن أهمية باتافيا تأكدت بصفتها قاعدة ضد السفن البريطانية.
كان القائد البريطاني في المحيط الهندي، العميد البحري بيتر راينير، منشغلًا بحماية السفن التجارية القادمة من الهند خلال عامي 1804 و1805 لكي يتمكن من المخاطرة بحملة إلى بحر جاوة. وانشغل خلفه، العميد البحري السير إدوارد بيليو، بالعمليات المستمرة لحملة ليونيس والهجمات من فرقاطات متمركزة على جزيرة دو فرانس لاتخاذ أي إجراء ضد الهولنديين قبل بداية موسم الرياح الموسمية نهاية العام 1805، والتي كانت الفترة التي منع فيها التهديد الذي شكلته الأعاصير الاستوائية أي عمليات نقل بحري كبيرة. إلا أن مغادرة ليونيس نحو المحيط الأطلسي، مطلع العام 1806، أتاحت لبيليو وأسطوله في مادراس التفكير بعمليات هجومية ضد موانئ العدو. إضافة إلى التهديد من جانب الأسطول الفرنسي المبحر، احتفظ الهولنديون بقواتهم في جاوة، تحت قيادة العميد البحري هارتسنيك في باتافيا. أوكلت لهذا الأسطول، الذي كان يتألف من 4 سفن خطية وثلاث فرقاطات وعدد من سفن حربية أصغر، بشكل رئيسي مهمة عمليات مواجهة القراصنة، إلا أن تواجدها القريب جدًا من مضائق مالاكا كان مدعاة قلق للقيادة البريطانية في الهند. كانت السيطرة على المحيط الهندي أمرًا محوريًا لجهود الحرب البريطانية، إذ كان الاقتصاد البريطاني يعتمد بصورة كبيرة على التجارة مع حصص شركة الهند الشرقية في الهند وموانئ أخرى في الشرق، ولا سيما في الهند.

## الحملة

### استطلاعات الفرقاطة
أُرجئت جهود بيليو للبدء بانتشار واسع في عام 1806، التي خُطط لها في البدء لتكون ضد جزيرة دو فرانس بالتعاون مع العميد البحري السير توماس تروبريدج قبل أن يتغير الهدف إلى جاوة، مع نقل المارينز الملكي لإخماد تمرد فيلور. وعلى الرغم من ذلك، أرسل بيليو فرقاطات عديدة إلى بحر جاوة بهدف استطلاع الإقليم ومهاجمة السفن الهولندية والإبلاغ عن حالة الأسطول الهندي الذي بقي في باتافيا. كانت أولى السفن المرسلة الفرقاطة المدرعة 32 إتش إم إس غرايهاوند بقيادة الكابتن إدوارد إلفينستون وسفينة إتش إم إس هارير الشراعية المدرعة بقيادة إدوارد تروبريدج، نجل الأدميرال تروبريدج. في البداية أبحر إلفينستون عبر جزر الملوك خلال شهري يونيو ويوليو محققًا بعض النجاحات، واكتشف في 25 يوليو 4 سفن هولندية تمر عبر مضيق سيلايار. ومع احترازه من القوة الأكبر، راقب إلفينستون السفن الهولندية خلال الليل وفي صباح 26 يوليو حدد أنواع السفن بفرقاطة وسفينة حراسة وسفينتين تجاريتين، من بينها سفينة ضخمة تعمل لدى شركة هندية شرقية. ردًا على السفن البريطانية، شكل القائد الهولندي إن. إل. آلبيرز قافلته ضمن خط المعركة، آملًا بثني إلفينستون عن متابعة هجومه. لم ينردع البريطانيون واشتبكت غرايهاوند بشكل مباشر مع الفرقاطة الهولندية بالاس في حين مرت هارير بين الفرقاطة والسفينة التجارية التالية ودمرت الاثنتين. في غضون 40 دقيقة، كانت بالاس قد استسلمت ومن ثم طاردت هارير السفينتين البحريتين بنجاح واستولت عليهما في حين فرت سفينة الحراسة نحو ساحل سولاويسي لتفلت من المطاردة.
في ضوء نجاح إلفينستون، دخلت فرقاطة ثانية، إتش إم إس كارولين بقيادة الكابتن بيتر راينير (ابن أخ الأدميرال راينير)، بحر جاوة وأبحرت فيه خلال شهر أكتوبر. اكتشف راينير هناك أن السفينة الخطية الهولندية كانت قد أبحرت نحو الشرق من باتافيا، باستثناء شريكفيرفيكر التي تحطمت في الجزر الألف في 18 مايو مع خسارة رجلين. واكتشف راينير أيضًا أن الفرقاطة الهولندية فوينيكس كانت تخضع لتصليحات في مرفأ مكشوف على جزيرة أونراست بالقرب من ميناء باتافيا. ومع إبحارها للقيام باستكشافات، وصلت كارولين إلى الميناء في 18 أكتوبر، إلا أنها واجهت سفينتين شراعيتين هولنديتين أطلقتا إنذار الخطر، الأمر الذي أتاح لفوينيكس أن تهرب باتجاه الميناء الرئيسي. ودون أن يُثنى عن هدفه، أبحر راينير ضمن مرسى باتافيا واكتشف هناك عددًا من السفن الحربية الصغيرة والفرقاطة ماريا ريغرسبيرغن. بقيت السفن الأصغر على الشاطئ بدلًا من قتال السفينة البريطانية الأكبر، إلا أن الكابتن كلاس جاغر اشتبك مع كارولين على متن ماريا ريغرسبيرغن. هُزمت السفينة الهولندية في معركة دامت 30 دقيقة واستولي عليها وأرسل راينير السجناء إلى الشاطئ ونقل الفرقاطة التي أعيدت تسميتها لاحقًا إلى إتش ام إس جاوة.